# Mycosphaerella ambiens
Mycosphaerella ambiens är en svampart som tillhör divisionen sporsäcksvampar, och som beskrevs av Karl Starbäck. Mycosphaerella ambiens ingår i släktet Mycosphaerella, och familjen Mycosphaerellaceae. Arten är reproducerande i Sverige.